# 尖角效应
尖角效应，或觭角效應、角效應、喇叭作用，是一類認知偏差：這一偏差導致一件事物某一个負面特徵導致人們對其它特徵的判斷產生負面偏差；這一偏差和光環效應（英語：Halo Effect）正好相反，光環效應中一件事物某一個正面特徵導致人們對其它特徵的判斷產生正面偏差。人们有时也用反光环效应（英語：reverse-halo effect）或魔鬼效应（英語：devil effect）来形容这一现象。
比如人們可能覺得長得不好看的人品行不端正，盡管品行和外貌缺乏直接的邏輯關聯；或者主張廢除死刑的人看到支持死刑的人一些疑似情緒化的表現，就斷定支持死刑沒有正當的論證；反對女權的人可能也會因為一個女性主張女權，而認為那名女性長得醜、長得胖或者長得像男生。

## 术语源流
尖角效应最初是英语短语，尖角则指“恶魔的尖角”，为一种通常认知下极其低俗的手势，与光环效应和起源自圣人光环的光环形成对比。
Thorndike在1920年出版的关于光环效应的研究就已经有类似的提法：对于一个人评价明显为通常的好坏二分以及人们以这种普遍感粉饰的判断所影响

## 现实生活中的存在
人们错误地相信坏的品格存在协同关系，导致了尖角效应的出现。因而，人们会因为对某人不讨人喜欢的一个印象而降低对其的其它印象。
- 英国卫报曾以反光环效应谈及委内瑞拉前领导人烏戈·查維茲：「有些领导人被妖魔化的程度如此之高，以致于人們不可能公平地评价其是与非」[c]。“[6]

- 尖角效应还影响了犯罪的刑罚。一项研究中，研究者研究了两种假象的犯罪方式：一种是入室盗窃（英语：burglary），另一种则是耍花招诈骗。前者中，一个女士捡到了一把钥匙，从而盗取了2200元；后者中，一位女士用花言巧语使一位男士向一家不存在的公司投资了2200元。研究人员发现：入室盗窃中因为女士不和受害人有接触，受刑也更重，且有吸引力的女性的比较为缺乏吸引力的女性受刑更轻；但是在投资诈骗中，更富吸引力的女性反而受刑更重。这项研究表明，女性的外在吸引力影响了我们对其犯罪实质的判断。[7]

## 注记
1. ↑  具体待考证，荷兰语维基百科可能首先使用了该说法，这说法后又被其它来源所补充。
2. ↑  原文：Ratings were apparently affected by a marked tendency to think of the person in general as rather good or rather inferior and to color the judgments of the qualities by this general feeling.
3. ↑  原文：Some leaders can become so demonized that it's impossible to assess their achievements and failures in a balanced way.